# Betty Bouton
Betty Bouton (10 de septiembre de 1891 - 27 de septiembre de 1965) fue una actriz estadounidense que trabajo durante la era de cine mudo. Apareció en películas entre 1919 y 1924, Bouton es reconocida por interpretar a Claire Morris en Cytherea, producida por Samuel Goldwyn.

## Posible fecha de muerte
No se sabe con certeza la fecha de muerte de Bouton, en Find a Grave, tienen a Elizabeth Bouton, una mujer que murió el 9 de diciembre de 1923 y fue enterrada en el condado de Litchfield, Connecticut. No hay información de Bouton después de 1924. La necrología del cine mudo afirma que Bouton se había casado con Arthur Jackson en abril de 1920, sin embargo, Wikipedia en arabé data su fecha de fallecimiento el 27 de septiembre de 1965 a los 74 años.

## Filmografía
- Heart o' the Hills (1919)[1]
- Three Men and a Girl (1919)
- Daddy-Long-Legs (1919)
- The Final Close-Up (1919)
- A Man's Fight (1919)
- Victory (1919)[2]
- The Hell Ship (1920)
- Don't Ever Marry (1920)
- The Mollycoddle (1920)
- No Trespassing (1922)
- You Can't Get Away with It (1923)
- Enemies of Women (1923)[3]
- Not a Drum Was Heard (1924)[4]
- Cytherea (1924)